# Isabella von Burgund

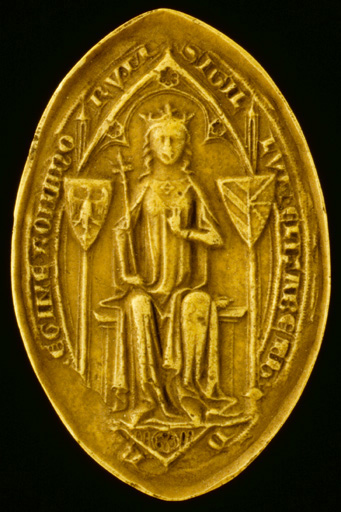
Isabella von Burgund

Isabella von Burgund (* um 1270; † um 1323 in Chambly) auch Elisabeth oder (seltener) Agnes genannt, war eine burgundische Adlige aus einer Nebenlinie der Kapetinger und als zweite Gattin von Rudolf I. von Habsburg römisch-deutsche Königin von 1284 bis 1291. Sie war eines von zehn Kindern des Herzogs Hugo IV. von Burgund (1213–1272) aus seiner zweiten Ehe mit Béatrice der Champagne, Prinzessin von Navarra (1242–1295).

## Leben
Isabella wurde im Todesjahr ihres Vaters 1272 als Kleinkind mit Karl von Flandern (1266–1277), Sohn von Robert von Flandern, Graf von Nevers, und seiner ersten Gattin Bianca von Anjou, verlobt; Karl starb im Alter von 11 Jahren. Am 6. Februar 1284 wurde die 14-Jährige in Remiremont mit dem mehr als 50 Jahre älteren römisch-deutschen König Rudolf I. (1218–1291) vermählt, der ihr 20.000 Mark Silber als Heiratsgut und 3.000 Mark als Morgengabe überschrieb und ihren Bruder, Herzog Robert II. von Burgund (1248–1306), mit der Dauphiné belehnte, um seinen Einfluss im Arelat (Burgund) zu stabilisieren. Doch die politischen Erwartungen, die Rudolf mit dieser Ehe verband, realisierten sich nicht; stattdessen erhöhten antihabsburgische Tendenzen sogar den französischen Einfluss im Arelat.
Isabella begleitete ihren Ehemann auf seinen Reisen und auch 1291 auf seinem letzten Ritt nach Speyer. Da seine Nachfolger ihr Wittum und Morgengabe vorenthielten, verfügte sie nur über bescheidene Mittel und kehrte schließlich nach dem Verkauf ihrer Kleinodien nach Burgund zurück. Dort heiratete sie in zweiter Ehe 1306 Pierre IX. von Chambly (den Jüngeren), Seigneur de Neauphle, mit dem sie zwei Söhne hatte. Nach ihrem Tod wurde sie in der Augustinerkirche in Paris beigesetzt.